# LittleBigPlanet (jogo eletrônico de 2008)
LittleBigPlanet é uma série de jogos distribuída pela Sony, que começou com um jogo eletrônico para PlayStation 3 originalmente lançado em outubro de 2008. O título permite ao jogador modificar o cenário e criar as próprias regras do jogo, usando os materiais encontrados no mundo virtual e as habilidades dos personagens.
Em LittleBigPlanet, que tem um clima de fantasia, o jogador tem diversas habilidades para interagir com ambiente. Há itens para colecionar e quebra-cabeças, cuja solução requer lógica e colaboração em grupo. Quanto mais explorar o mundo, mais o jogador aumenta sua capacidade de criar e modificar o cenário.
Pode-se mover tudo no ambiente e rearranjar os objetos como desejar. A interface é bem simples e intuitiva. O mundo criador pode ser compartilhado com outros usuários. No entanto, as fases iniciais já vêm prontas. Não há objetivos ou regras estabelecidas. O próprio jogador pode e deve inventá-los.

## Jogabilidade
O jogo gira em torno do jogador controlando um pequeno personagem, conhecido como "Sackboy"/"Sack Coiso"/"Sack Person"/"Menino de saco" ou "Sackgirl"/"Menina de saco", um pequeno boneco de pano com olhos de botão e um zíper em sua barriga.Embora o jogo apresente um conjunto de níveis pré-construídos para o jogador explorar, este também pode customizar a natureza do jogo, onde se torna muito importante, como alterar o seu personagem tendo um espaço pessoal, para a construção inteiramente de novos objetos e níveis e, em seguida, compartilhar e jogar on-line com boa parte da comunidade "LittleBigPlanet". O sackboy também tem a habilidade de girar com o motor do controle SIXAXIS, podendo alternar entre a cintura e a cabeça para realizar os movimentos. Além do mais, ele pode criar níveis com a mesma experiência de desenvolvedores profissionais, usando arquiteturas geológicas complexas e APIs de vídeos com configuração de algoritmo de reconhecimento de rostos no próprio nível.
Em LittleBigPlanet, o jogador controla um pequeno personagem chamado 'Sackboy' (ou, por escolha a Sackgirl), devido à sua aparência e material (uma espécie de saco humano), que pode correr e saltar, manipular objetos por enforcamento ou arrastando-os para empurrá-los. O jogador utiliza estas habilidades de várias maneiras: para brincar e explorar os ambientes que vêm com o jogo, que traz característica de elementos plataformas como saltar, empurrar, agarrar e que fazem uso do jogo com uma física robusta; para criar os seus próprios conteúdos, tais como uma simples colocação em abertura ou encerramento de níveis, além de usar o editor de níveis para criar, destruir, editar e manipular os próprios níveis, finalmente, para partilhar criações, ao publicar itens, tais como os níveis e os objetos com a comunidade online, e jogar on-line essas criações com outras pessoas. Estes três modos são descritos apenas pelo título da Tagline: Play. Criar. Share.
O jogador começa dentro do seu próprio "pod" (Cápsula), um espaço pessoal de onde eles podem acessar os três modos de jogabilidade, e decorar o quarto com autocolantes e decorações. Inicialmente, apenas quando o modo de reprodução estiver disponível é que o jogador deve preencher alguns tutoriais, narrado pelo ator "Stephen Fry", uma vez que os princípios básicos são dominados, o jogador é livre para jogar o resto do jogo, depois de ter completado os tutoriais.

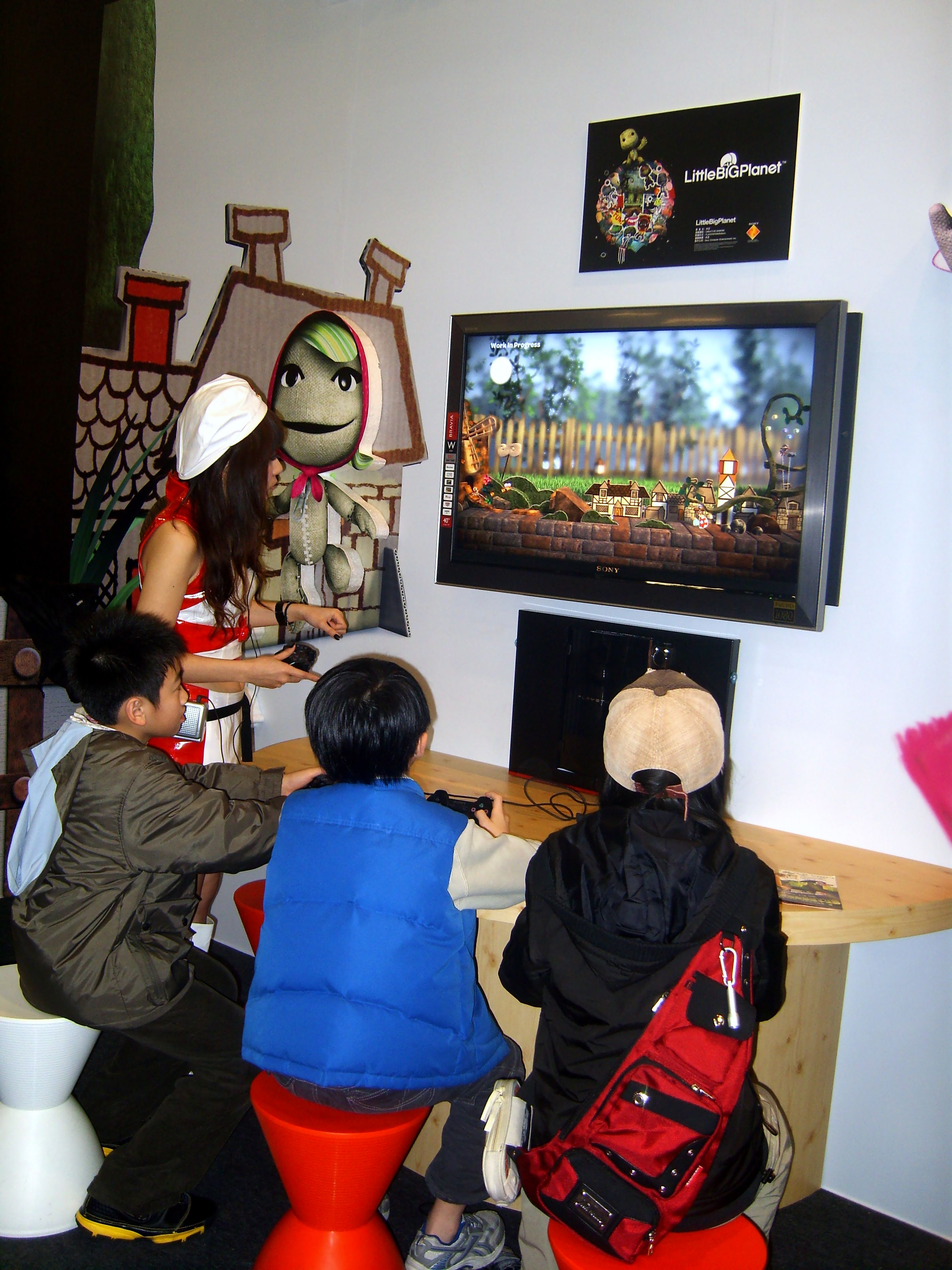
Área de jogatina de LittleBigPlanet no Taipei Game Show 2008.

A seção do jogo LittleBigPlanet consiste em uma série de níveis, que tem sido criados pela Media Molecule, e baseiam-se em torno de diferentes temas que inspiram a partir de locais reais do mundo, tais como jardins japoneses, desertos, ruas de Nova Iorque e fases geladas. Ao completar os níveis disponíveis para eles (por chegar ao painel), o jogador pode então avançar a história e jogar mais para desbloquear os níveis. O modo de história compreende com oito áreas temáticas, onde cada área conta com três ou quatro níveis principais, e alguns desses níveis, por sua vez, contêm as chaves para desbloquear artigos colecionáveis, bônus ou mini-níveis. A história principal conta com 50 fases pré-construídas de níveis no total.Para controlar o seu personagem Sackboy, o jogador se desloca, utilizando o stick analógico, dando salto com diferentes graus de altura, dependendo da pressão aplicada ao botão de ação, e para agarrar objetos, mover ou balançar utilizar a mesma pressão. Para além de regular para esquerda-direita e de circulação, apesar da aparência do jogo ser 2D, os níveis são compostos por três níveis de profundidade, os novos conhecimentos, meio e fim, e pode ser percorrido automaticamente pelo jogo em si, ou pelo comando do jogador. O jogador pode optar por atacar seu Sackboy, aplicando diferentes graus de entusiasmo, medo, tristeza, raiva e controlar cada braço independente através do analógico, pode dar bofetadas em outros jogadores por vibrações no braço com o movimento análogico, e utilizar o sensor de movimento do Sixaxis para animar a cabeça e o corpo do personagem.O jogador pode acessar o menu Popit a qualquer momento.
Uma grande variedade de objetos pré-construídos estão presentes em níveis que podem se interagir. Estes objetos são justamente os que foram construídos a partir de elementos mais básicos, incluindo materiais, que atuam de uma forma fisicamente semelhantes às que eles representam. Exemplos como pano macio, borracha e madeira. Objetos que são construídos com componentes mecânicos, tais como motores, pistões, jatos, arames e molas também agem do mesmo modo. Juntamente com esses objetos, os níveis pode conter perigos, que o jogador deve evitar e estas incluem objetos ou plataformas que forem estabelecidas no fogo, explosivos, enquanto que podem danificar o Sackboy deixando machucado e tendo mais dificuldades para passar de níveis. Do mesmo modo de estar machucado, se estes perigos nos níveis são tocados, o Sackboy pode ainda ser esmagado se ficar preso em algum objeto pesado ou entre itens. Se um jogador perder a vida desta forma, um sistema de verificação garante que o jogador pode começar novamente de onde salvou recentemente pelo checkpoints, embora tem um número limitado para fazer isso.
Cada nível contém um número de "bolhas pontuação", inicialmente conhecido como "esponja" no início das manifestações do jogo, que podem ser recolhidos de forma a aumentar a pontuação do jogador para bater os seus próprios, e de outros jogadores ", chamado de altos escores . Os usuários podem coletar maiores bolhas conhecido como "prémio bolhas", que contém itens colecionáveis. Muitas destas bolhas estão escondidas ou são difíceis de alcançar os lugares, e algumas delas inclui itens, tais como novas vinhetas e Decorações, ou novos materiais e objetos que podem ser utilizados pelo usuário para criar seus próprio níveis. Alguns desses itens ocultos podem ser acessados usando o menu acima referidas as etiquetas autocolantes para colocar sobre o nível de peças especiais. O Vestuário e acessórios especiais para o controlador do Sackboy é obtida através do preenchimento dos níveis sem perder uma vida. Além do prêmio bolhas, coletar as chaves encontradas em níveis principais para desbloquear novos mini-níveis, com objetivos únicos, tais como saltar um pólo de fiação ou saltando para agarrar bolhas, a velocidade, tais como níveis corridas.

### Conteúdo de criação
Uma demonstração da customização do personagem disponíveis em LittleBigPlanet, é que o jogador pode personalizar seu personagem de maneiras variadas. Eles são capazes de selecionar uma base para a sua cor e textura dos Sackboy a partir de uma gama de materiais e desenhos, e pode aplicá-las em qualquer número de vinhetas para o seu personagem, dando-lhes, juntamente itens pré-fabricados, incluindo vestuário, máscaras, espadas e capas. O jogo também apresenta outros itens baseados nas franquias PlayStation, como uma máscara dos helghasts de Killzone 2, e de modelos baseados nos personagens Kratos, Medusa e Minotauro da série God of War, Nariko de Heavenly Sword, Old Snake, Raiden, Meryl, e Screaming Mantis de Metal Gear Solid 4, Sephiroth de Final Fantasy VII, uma Quimera de Resistance: Fall of Man, bem como Ryu, Guile, Chun Li, Zangief de Super Street Fighter II Turbo HD Remix.
Embora o aspecto Criar não incluem ajustes menores para os atuais níveis enquanto eles estão sendo tocadas, como a colocação de autocolantes e níveis de decorações, o foco principal deste modo é o editor de níveis. O editor incorpora um grande número de instalações, edição para criar a partir de um nível baixo para um alto grau de complexidade. O jogador pode criar novos objetos, iniciando uma série de formas básicas, tais como círculos, estrelas, e "pinturas" uma forma de nível usando um dos muitos materiais. Os objetos podem ser colados uns aos outros ou no nível. Mais características mecânicas também estão disponíveis, como a ligação em conjunto com objetos como corda, usando parafusos para girar objetos, ou usar vários tipos de disparos. Foguete podem ser associados aos objetos a propulsionar-las em um nível. Depois de criar objetos personalizados, o jogador pode salvar a sua criação a uma biblioteca para uso posterior, e ainda compartilhar seus objetos para colocá-lo dentro de uma bolha prêmio em seu nível, para que outros jogadores que jogarem o nível pode recolhê-la e pode utilizá-las em seus próprios níveis.
A fim de facilitar o processo de criação e para acomodar eventuais erros cometidos, o editor dispõe de um sistema manipulador de tempo, onde segundo o jogador pode "retroceder" do editor, que atua como um recurso a desfazer, ou pausar o editor, o que impede temporariamente os objetos que são executados no abrigo do mecanismo de física, como a gravidade que age sobre a queda ou rolamento de objetos.

## Comunidade online
Uma grande parte da comunidade global de LittleBigPlanet é a suas funcionalidades através da PlayStation Network para o jogador poder interagir e compartilhar seus "patches", níveis e outras modificações, e também jogar online. Em Abril de 2009, a Sony Computer Entertainment anunciou que tinham sido publicados 275.000 mil níveis e cerca de 4 milhões de comentários haviam sido colocadas no nível da comunidade. O principal enfoque do Componente de Compartilhamento é a capacidade para que os níveis criados pelos jogadores fosse publicados, ou seja os seus níveis e objetos para que outras pessoas pudessem jogar na comunidade online. Quando um nível é personalizado e reproduzido, o jogador é capaz de marcar o nível, com uma lista predefinida de palavras, e pode percorrer na escolha das palavras para encontrar a palavra que seja mais adequada. Isto permite que outros jogadores possam encontrar rapidamente o seu nível de escolha. O jogador pode procurar por uma etiqueta específica, como "Beautiful". O jogador tem um "coração", um recurso à sua disposição, que lhes permite especificar quais níveis, autocolantes e decorações preferem; desta forma, as pessoas podem usar esse coração para mostrar seu apreço por criações de outros jogadores, como sua visita online ao amigo marcado pelo coração e visualização de itens.
Existe uma comunidade especializada no jogo um site chamado "LittleBigWorkshop" que complementa e compartilha os recursos do jogo. Registrando-se com as suas identificações na PlayStation Network, os usuários são capazes de criar projetos para o nível desenhos, visualização em profundidade, tutoriais e participar de desafios. É também o lar dos fóruns oficiais. Entre suas outras características, o site permite que os usuários façam upload de vídeos e fotos tiradas do jogo.
LittleBigPlanet apresenta uma gama de opções multiplayer. Os níveis podem ser jogados online com até quatro jogadores, localmente, com até quatro jogadores, ou com uma mistura de até quatro jogadores online e local. Até quatro usuários locais podem jogar juntos no modo Criar, enquanto a capacidade de criar níveis com até quatro jogadores online será adicionado em uma atualização, em algum momento no futuro. A forma como os utilizadores que comprometem o nível é dependente sobre a concepção do plano e a forma como os usuários escolham a desempenhar, permitindo que os jogadores possam escolher se jogar cooperativamente ou batalha contra si, para chegar até à linha de chegada em primeiro lugar, ou recolher mais bolhas.

### Portal API
Em Maio de 2009, Alex Evans revelou que um novo site da comunidade estava em desenvolvimento, e servirá como um portal baseado na Web para ajudar os usuários a promover os seus níveis. Cada nível de usuário criado terá a sua própria página no site onde os usuários podem ver as informações, fotos, Líderes e comentários para o nível e adicioná-la a um "download". Uma vez adicionados à fila do usuário, o nível automaticamente fica acessíveis a partir de um menu, ajudando os usuários a encontrar mais facilmente os níveis específicos.

### Interface
A Interface de LittleBigPlanet demonstra seu Sackboy usando o pod no computador, navegando a nível comunitário sobre um pequeno planeta. O foco principal da interface é baseada em torno do jogador com o "pod" e três planetas, cada um dos quais está concentrada nas três áreas do jogo, "Jogar", "Criar" e " Compartilhar". Estes são acedidos através do "pod computador". O planeta é o principal Play de "LittleBigPlanet". Isto é onde os usuários acessam a história principal, e também serve como a principal porta de entrada para a criação de níveis pelo usuário. LittleBigPlanet traz a funcionalidade de uma interface para a PlayStation Store onde os utilizadores podem aceder e descarregar conteúdos para compra. O modo Criar planeta, chamado de "My Moon", é onde os jogadores têm acesso a níveis criados ou copiados. Cada cratera na lua detém um nível. O modo Compartilhar planeta, ou "Info Lua", é onde os jogadores podem acessar a sua lista de amigos, níveis de jogabilidade estatísticas e os seus corações e criadores. O usuário pode selecionar uma pessoa na sua lista de amigos para ver os seus níveis publicados.
O Popit menu é uma bolha que permite o acesso aos trajes, decorações, autocolantes, materiais, ferramentas e editar mensagens. É contextual e exibe algumas séries de opções, dependendo se o usuário está jogando um nível de edição ou no seu casulo. As etiquetas podem ser aplicadas sobre qualquer superfície no mundo do jogo, essas etiquetas podem ser criadas a partir de fotos tiradas usando o PlayStation Eye.

## Recepção
A apresentação de LittleBigPlanet na GDC 2007 gerou numerosas reações positivas. Em seu blog na BBC News, o editor de tecnologia Darren Waters escreveu, "LittleBigPlanet é talvez uma das mais deslumbrantes demos de jogos que eu tinha visto nesses últimos 10 anos". IGN descreveu o jogo como "belo" e informou que "mesmo com a revelação da PlayStation Home, uma nova comunidade da Sony feita através de software, quem roubou o show foi LittleBigPlanet apresentado por Phil Harrison's, e foi uma das coisas mais comentadas na conferência. "1UP escreveu que " há muitas questões remanescentes sobre LittleBigPlanet ... mas é evidente que partir da reação das pessoas ao jogo, já havia conquistado muitos fãs "e que" isso poderia ser algo muito especial. Reggie Fils-Aime, presidente da Nintendo of America, elogiou o produto: "Não tenho certeza sobre o quão bem ele (LittleBigPlanet) se sairá em uma plataforma Sony, para ser sincero, mas acho que o produto que eles mostraram é fantástico.

### Recepção da crítica
LittleBigPlanet recebeu uma ampla aclamação crítica pelos revisores. A primeira grande publicação para a revisão de LittleBigPlanet foi a edição da revista Oficial PlayStation Magazine no Reino Unido. Na sua edição de novembro deram ao jogo uma pontuação de 10/10 chamando-lhe de "uma ferramenta bonita, elegante, poderosa e criativa que coloca um potencial ilimitado na palma da sua mão". A Eurogamer deu ao jogo a nota 9/10. O Revisor Oli galês comentou especificamente sobre o jogo tendo um "visual inesquecível" e que a iluminação era "como uma realização total de alta definição, como você nunca viu ou verá em qualquer lugar nos jogos deste ano". Ele elogiou a similaridade do jogo multiplayer como "uma incrivel estrutura onde o principal termo é a colaboração pura, alegre função ao seu redor". Falando do jogo global da criação e da comunidade em contraste com os seus instrumentos clássicos jogabilidade plataforma, ele chama o jogo como "o futuro e o passado dos videogames, enroladas em um só". A IGN (EUA) pontuaram o jogo com 9.5/10, eles disseram que o jogo era um "instant classic". O revisor, Chris Roper, também sugeriu que o jogo pode até ser um motivo para comprar um PlayStation 3, "Se você possui um PlayStation 3, você não pode perder essa. Se você não tiver um PS3, no entanto, este é o motivo para obter um". A GamePro deu ao o jogo a nota 5/5 e disse que a força real do jogo " é a tremenda sensação de liberdade e criatividade que está em você". Edge deu-lhe um 10/10, e disse: "É um multiplayer incrível, um marco visual, uma façanha de engenharia, e um dos mais charmosos jogos alguma vez já feito.

### Vendas
LittleBigPlanet já vendeu 4 milhões de cópias mundialmente.